# Beatriz Zaneratto João
Beatriz Zaneratto João, citata anche come Beatriz, Bia e Bia Zaneratto (Araraquara, 17 dicembre 1993), è una calciatrice brasiliana, attaccante del Kansas City Current e della nazionale brasiliana.
Col Brasile ha vinto la Copa América Femenina nel 2018 e nel 2022.

## Palmarès

### Club
- Campeonato Paulista de Futebol Feminino: 1

Santos: 2010

#### Competizioni nazionali
- Campionato sudcoreano: 7

Hyundai Red Angels: 2013, 2014, 2015, 2016, 2017, 2018, 2019

#### Competizioni internazionali
- Coppa Libertadores: 1

Palmeiras: 2022
- NWSL x Liga MX Femenil Summer Cup: 1

Kansas City Current: 2024

### Nazionale
- Copa América Femenina: 1

2018
- Torneio Internacional de Futebol Feminino: 4

2012, 2013, 2014, 2015
- Giochi panamericani: 1

Canada 2015
- Campionato sudamericano femminile under 17 di calcio: 1

2010